# Théodose de Lagrené
Pour les articles homonymes, voir Lagrené et La Grené.
Joseph Théodose Marie Melchior de Lagrené, né le 14 mars 1800 à Amiens et décédé le 26 avril 1862 à Paris 7e, est un homme politique et diplomate français.

## Biographie

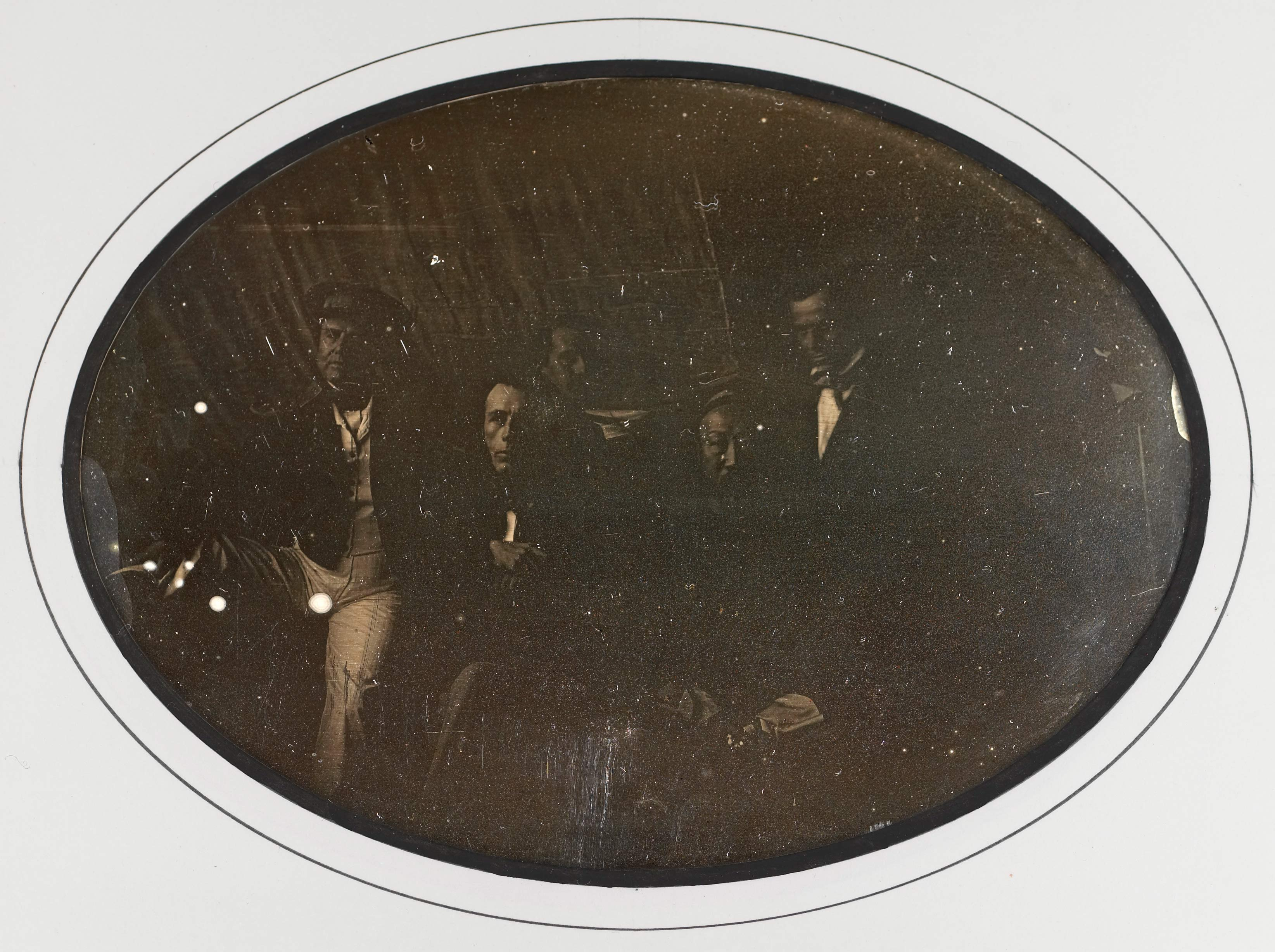
Lagrené (second à gauche)
Photographie de Jules Itier, 1844.

Né à Amiens le 14 mars 1800, il est le fils de Pierre Melchior de Lagrené et de Louise de Francqueville. il est issu d'une famille anoblie au XVIIIe siècle par charge de trésorier de France en la généralité d'Amiens. On retrouve différentes écritures de ce patronyme : de Lagrené, de Lagrenée, de Langrenée.
Il est le cousin germain d'Henri Melchior de Lagrené (1826-1893), inspecteur général des Ponts et chaussées, officier de la Légion d'honneur, auteur d'un Cours de Navigation intérieure en trois volumes.
Il fait ses études au collège Stanislas, à Paris.  

### Diplomate
En 1822, il entre aux ministère des Affaires étrangères comme attaché au cabinet du ministre, Mathieu de Montmorency, qu'il accompagne au congrès de Vérone.  
Il est successivement : attaché à Saint Petersbourg (1823), troisième secrétaire à Madrid (1826), deuxième secrétaire (1828), puis premier secrétaire (1832) à Saint Petersbourg, secrétaire d'ambassade à Darmstadt (1834), ministre résident (1835) puis ministre plénipotentiaire (1840) à Athènes.  
Lui et sa famille se lient avec Prosper Mérimée, lors d'un voyage effectué par celui-ci en Grèce et entretiennent ensuite avec lui une correspondance et des relations suivies.

### Chef de mission diplomatique en Chine
Envoyé spécial en Chine en décembre 1843, à la tête d'une délégation d'une vingtaine de personnes, Lagrené reçoit de Guizot, alors ministre des affaires étrangères, la mission d'obtenir de la Chine, par un "traité d'amitié, de commerce et de navigation" des avantages équivalents à ceux obtenus en 1842 par la Grande-Bretagne au moyen du traité de Nankin, en particulier la concession de Hong-Kong.    
Il conclut, avec l'aide du père Joseph-Marie Callery, le premier traité franco-chinois en 1844, le traité de Huangpu  . Le but était de conclure un traité politique et commercial, notamment par la possession d’ une île, afin d’obtenir un accès maritime sûr et permanent jusqu’en Extrême-Orient.    
Les négociations durent du 13 août au 24 octobre 1844, date de signature du traité de Whampoa (ou Huangpu) en présence du commissionnaire chinois Keying.    
Lagrené obtient, en outre, deux édits permettant aux Chinois de pratiquer la religion chrétienne . Avant de regagner la France, il visite, notamment, l'île de Java.
Les facilités apportées à la France en Asie par ces accords lui confèrent une grande autorité dans les milieux diplomatiques et politiques.  
De Chine, il rapporte également un splendide recueil d'illustrations des Instruments de musique employés en Chine.  

### Parlementaire
À son retour, à la fin de 1845, il est nommé pair de France. À la Chambre des pairs, il prend une part active aux débats sur la Banque de France, aux débats sur les questions monétaires ou de crédit et siège à la chambre haute jusqu'à la révolution de février 1848.  
En février 1847, il est admis au Jockey-club de Paris.  
En janvier 1849, il reprend du service comme diplomate, en étant nommé plénipotentiaire de la République française aux conférences de Bruxelles, concernant la question italienne.  
En mai 1849, il est élu, avec 74 396 voix sur 106.444 votants et 169.321 inscrits, député de la Somme, département dans lequel se trouve son domaine de Saulchoy, à l'Assemblée nationale législative.  
Il y siège, dans le Parti de l'Ordre.  
Il y fait partie de la commission du Budget, préside la commission des fonds secrets, rédige plusieurs rapports sur des questions budgétaires ou diplomatiques . Il vote notamment en 1850 pour la Loi Falloux, pour l'expédition de Rome et pour la loi électorale du 31 mai 1850, restrictive du suffrage universel.  
Au moment du coup d'état du 2 décembre 1851, il fait partie des députés qui s'opposent à ce coup d'état et demandent la déchéance de Louis Napoléon Bonaparte, en se réfugiant dans la mairie du 10e arrondissement de Paris. Il se retire ensuite de la vie publique, siégeant seulement au conseil d'administration de la Compagnie des chemins de fer du Nord.  
Il décède à Paris, en son domicile, 7 rue Las Cases.

### Distinctions
- Grand-officier de la Légion d'honneur (1846)
- Grand-commandeur de l'ordre du Sauveur de Grèce
- Chevalier de l'ordre de Charles III d'Espagne

### Mariage et descendance
Théodose de Lagrené épouse dans l'église catholique Sainte Catherine de Saint Petersbourg, le 10 septembre 1834, Marie Barbe, ou Barbara, ou encore Varinka de Doubenski (Volsk, 20 mars 1812 - Paris 16e, 27 janvier 1901), demoiselle d'honneur de l'impératrice de Russie, fille de Ivan Doubenski et de Pulchérie Doubenskaia. Dont :
- Gabrielle de Lagrené (Darmstadt, 24 juillet 1835[18] - Paris 8e, 6 novembre 1884), mariée à Paris 7e le 15 juillet 1862 avec Louis Auguste Broët (1811-1884), manufacturier, député de l'Ardèche de 1871 à 1876, dont un fils ;
- Olga de Lagrené (Athènes, 6 juin 1838[19] - Paris 8e 25 novembre 1897), célibataire ;
- Victor de Lagrené (Remaisnil, 13 novembre 1839 - Athènes 21 octobre 1840[20]) ;
- Louis de Lagrené, saint-cyrien, colonel de cavalerie, commandeur de la Légion d'honneur[21] (Athènes, 10 novembre 1840[22] - Paris 8e, 13 octobre 1911), célibataire ;
- Edmond de Lagrené, consul général de France, chevalier de la Légion d'honneur, duelliste célèbre (Athènes, 16 février 1842[23] - Paris 8e, 12 février 1909), célibataire ;
- Arthur de Lagrené, officier de marine, chevalier de la Légion d'honneur (Paris, 11 juillet 1843 - Hyères 1er avril 1885), célibataire.

## Sources, notes et références

### Sources
- « Théodose de Lagrené », dans Adolphe Robert et Gaston Cougny, Dictionnaire des parlementaires français, Edgar Bourloton, 1889-1891 [détail de l’édition]